# Evangeliska Ortodoxa Kyrkan
Evangeliska Ortodoxa Kyrkan, förkortat EOK, (engelska: Evangelical Orthodox Church, förkortat EOC) är en sammanslutning av kristna församlingar i USA, Kanada, Sverige, Rwanda, Burundi, Uganda, Kongo och Kenya.
Kyrkan har sina rötter i USA:s evangeliskt kristna universitetsrörelse "Campus Crusade for Christ", och har sen sin tillblivelse på 1970-talet (I början under namnet "New Covenant Apostolic Order") vid ett flertal tillfällen fått se flera av sina församlingar uppgå i den etablerade, kanoniska Ortodoxa kyrkan. Merparten av dessa har gått in i antingen The Antiochian Orthodox Church eller the Orthodox Church of America. 
Majoriteten av det ledarskap som startade kyrkan var evangelikaler som i den ortodoxa tron funnit sitt hem - och för många innebar det också att gå in i den kanoniska ortodoxa kyrkan. Evangeliska Ortodoxa Kyrkan vill dock inte ta ett så stort steg, då det skulle kunna innebära att kyrkans "brobyggarvision" skulle riskera att försvinna. Att förena, överbrygga och erkänna den västliga och östliga kristendomens olika sidor är en av den Evangeliska Ortodoxa Kyrkans ambitioner. Idag 2017 växer Evangeliska Ortodoxa Kyrkan igen och nya församlingar bildas, framförallt i Afrika.
Strukturen i kyrkan är klassiskt ortodox, dvs. med biskop, präster, diakoner och lekfolk. Varje församling är självstyrande med sin biskop som ledare, och alla församlingars biskopar träffas regelbundet för att dryfta gemensamma frågor. En i biskopskollegiet fungerar som ordförande. För närvarande är det biskop Jerold Gliege, Saskatoon, Kanada.
Gudstjänsten är liturgisk och sakramental till sin karaktär, och användandet av korstecken, ikoner, rökelse mm. är vanligt förekommande. Även traditionellt evangeliska inslag i gudstjänsten ges ett stort utrymme, såsom predikan, psalmsång och fritt formulerade böner.

## Sverige
I Sverige finns en församling i Halmstad.